# طرح بازیابی گونه‌های در معرض خطر
طرح احیای گونه‌های در معرض خطر انقراض، که با نام‌های طرح احیای گونه، طرح اقدام گونه، اقدام حفاظت از گونه یا به اختصار طرح احیا نیز شناخته می‌شود، سندی است که وضعیت فعلی، تهدیدها و روش‌های در نظر گرفته شده برای افزایش جمعیت گونه‌های نادر و در معرض خطر انقراض را شرح می‌دهد. برنامه‌های بازیابی به عنوان پایه‌ای برای ایجاد یک تلاش حفاظتی برای حفظ حیواناتی که در معرض خطر انقراض هستند، عمل می‌کنند. بیش از ۳۲۰ گونه از بین رفته‌اند و جهان همچنان با نرخ انقراض یک گونه در هر دو سال مواجه است. تغییرات اقلیمی همچنین با چندین مسئله مربوط به گونه‌های منقرض‌شده و کیفیت زندگی حیوانات مرتبط است.

## تاریخچه
کنگره ایالات متحده در سال ۱۹۷۳ اعلام کرد که گونه‌های در معرض خطر «دارای ارزش زیبایی‌شناختی، اکولوژیکی، آموزشی، تاریخی، تفریحی و علمی برای ملت و مردم آن هستند.» بنابراین، آنها قوانینی را برای محافظت از گونه‌های در معرض خطر وضع کردند. بخش 4(f) قانون گونه‌های در معرض خطر انقراض ایالات متحده مصوب سال ۱۹۷۳، وزیر کشور و وزیر بازرگانی را موظف می‌کند تا برنامه‌های بازیابی را برای ترویج حفاظت از گونه‌های در معرض خطر انقراض و تهدید شده تدوین و اجرا کنند.
گروه‌های تخصصی کمیسیون بقای گونه‌ها در اتحادیه بین‌المللی حفاظت از طبیعت (IUCN) حداقل از اواسط دهه ۱۹۸۰ برنامه‌های اقدام گونه‌ها را ایجاد کرده‌اند که برای ترسیم استراتژی‌های حفاظتی گونه‌ها، معمولاً بین تاریخ‌های تعیین‌شده، استفاده می‌شوند.
در ژوئن ۲۰۲۱، IUCN خلاصه‌ای از طرح اقدام جهانی گونه‌ها (GSAP) خود را تهیه کرد تا برای معرفی GSAP در کنگره جهانی حفاظت از گونه‌ها در سپتامبر ۲۰۲۱ آماده شود. این طرح «طرح کلی اقدامات حفاظت از گونه‌ها را که برای اجرای چارچوب تنوع زیستی جهانی پس از ۲۰۲۰ مورد نیاز است، به همراه ابزارها و دستورالعمل‌های پشتیبانی، گردآوری می‌کند» و هدف آن دستیابی به اهداف تعیین شده برای سال ۲۰۳۰ است.

## اهداف و کارکردها
برنامه‌های بازیابی، اقدامات تحقیقاتی و مدیریتی لازم برای متوقف کردن کاهش گونه‌های در معرض خطر یا اکوسیستم‌های در معرض خطر و حمایت از بازیابی آنها را تعیین می‌کنند. هدف از این طرح، به حداکثر رساندن بقای طولانی مدت یک گونه یا اکوسیستم در معرض خطر در طبیعت است.

## روش‌ها
یکی از راه‌های حفظ گونه‌ها، حفظ زیستگاهی است که آن گونه در آن یافت می‌شود. در این فرایند، هیچ گونه هدفی برای حفاظت وجود ندارد، بلکه زیستگاه به‌طور کلی محافظت و مدیریت می‌شود، اغلب با هدف بازگرداندن زیستگاه به حالت طبیعی‌تر. از نظر تئوری، این روش حفاظت می‌تواند مفید باشد زیرا به کل اکوسیستم و گونه‌های متعدد درون آن اجازه می‌دهد تا از حفاظت بهره‌مند شوند، نه فقط یک گونه هدف.
اتحادیه بین‌المللی حفاظت از طبیعت (IUCN) در سال ۲۰۱۶ اعلام کرد که شواهدی وجود دارد که نشان می‌دهد رویکردهای مبتنی بر منطقه، تمرکز کافی بر گونه‌های منفرد برای حفاظت کافی از آنها ندارند.

## بر اساس کشور یا منطقه

### استرالیا
در استرالیا، وزیر محیط زیست می‌تواند پس از مشورت با وزیر مربوطه در هر ایالت، کمیته علمی گونه‌های در معرض خطر و اعضای عمومی، برنامه‌های بازیابی برای جانوران، گیاهان و اکوسیستم‌های در معرض خطر که در قانون حفاظت از محیط زیست و تنوع زیستی مشترک‌المنافع مصوب ۱۹۹۹ (قانون EPBC) فهرست شده‌اند را تدوین یا تصویب و اجرا کند.
«طرح‌های احیا باید بیان کنند که برای حفاظت و احیای جمعیت‌های مهم گونه‌ها و زیستگاه‌های در معرض خطر، چه کارهایی باید انجام شود، و همچنین چگونه می‌توان فرآیندهای تهدیدآمیز را مدیریت و کاهش داد. طرح‌های احیا با ارائه یک چارچوب برنامه‌ریزی‌شده و منطقی برای گروه‌های ذی‌نفع کلیدی و سازمان‌های دولتی مسئول، به این هدف دست می‌یابند تا کار خود را برای بهبود وضعیت گونه‌های در معرض خطر و/یا جوامع اکولوژیکی هماهنگ کنند.»

### اروپا
از سال ۲۰۰۸، کمیسیون اروپا از تدوین برنامه‌های اقدام گونه‌ها برای گونه‌های منتخب حمایت کرده است. این اسناد «قرار است به عنوان ابزاری برای شناسایی و اولویت‌بندی اقدامات برای احیای جمعیت این گونه‌ها در سراسر محدودهٔ پراکندگی‌شان در اتحادیه اروپا مورد استفاده قرار گیرند. آن‌ها اطلاعاتی در مورد وضعیت، بوم‌شناسی، تهدیدها و اقدامات حفاظتی فعلی برای هر گونه ارائه می‌دهند و اقدامات کلیدی مورد نیاز برای بهبود وضعیت حفاظتی آن‌ها در اروپا را فهرست می‌کنند. هر طرح نتیجهٔ یک فرایند گستردهٔ مشورت با متخصصان در اروپا است.»

### ایالات متحده
در ایالات متحده، قانون گونه‌های در معرض خطر انقراض مصوب سال ۱۹۷۳ مقرر می‌دارد که برای همه گونه‌هایی که در معرض خطر انقراض قرار دارند، باید طرحی برای احیای آنها اجرا شود. اداره شیلات و حیات وحش و اداره ملی اقیانوسی و جوی (NOAA) مسئول اجرای این قانون هستند. در سال ۱۹۸۳، یک طرح بازیابی برای تصویب شد و به اولین گونه گیاهی تبدیل شد که طرح بازیابی آن اجرا شده است. طرح بازیابی سندی است که مشخص می‌کند چه اقدامات تحقیقاتی و مدیریتی برای پشتیبانی از بازیابی ضروری است، اما خود نیروی انسانی یا بودجه‌ای را اختصاص نمی‌دهد. برنامه‌های بازیابی در تعیین اولویت‌های بودجه مورد استفاده قرار می‌گیرند و به تلاش‌های برنامه‌ریزی محلی، منطقه‌ای و ایالتی جهت می‌دهند. بازیابی زمانی است که تهدیدات بقای گونه خنثی شده و گونه قادر به زنده ماندن در طبیعت باشد.
در ایالات متحده، یک طرح بازیابی باید حداقل شامل موارد زیر باشد:
- شرحی از آنچه برای بازگشت گونه به حالت سالم لازم است؛
- معیارهایی برای تعیین این وضعیت سالم، به طوری که گونه پس از دستیابی به آن، از فهرست گونه‌های در معرض خطر حذف شود؛ و
- تخمین‌هایی از مدت زمان بهبودی و هزینه آن.

به صورت اختیاری، می‌تواند شامل بخش‌های زیر باشد:
- شرح گونه، طبقه‌بندی، ساختار جمعیت و تاریخچه زندگی آن، شامل پراکندگی، منابع غذایی، تولید مثل و فراوانی؛
- تهدیدها - دلایل اصلی اینکه چرا این گونه اکنون در معرض خطر انقراض است؛ و
- استراتژی بازیابی - جزئیات چگونگی بازگشت گونه به وضعیت سالم، شامل اهداف، جدول زمانی، روش‌ها و معیارهای حذف از فهرست.

## پیاده‌سازی

### مدیریت تطبیقی
وقتی برنامه‌های بازیابی به خوبی اجرا شوند، صرفاً به عنوان وقفه‌هایی برای جلوگیری از انقراض عمل نمی‌کنند، بلکه می‌توانند گونه‌ها را به وضعیت سلامتی بازگردانند تا خودکفا شوند. شواهدی وجود دارد که نشان می‌دهد بهترین برنامه‌ها، برنامه‌هایی هستند که تطبیق‌پذیر و پویا بوده و به شرایط متغیر پاسخ می‌دهند. با این حال، مدیریت تطبیقی مستلزم آن است که سیستم دائماً تحت نظارت باشد تا تغییرات شناسایی شوند. جای تعجب است که این کار اغلب انجام نمی‌شود، حتی برای گونه‌هایی که قبلاً در فهرست قرمز قرار گرفته‌اند. این گونه باید در طول دوره بهبودی (و پس از آن) تحت نظارت باشد تا اطمینان حاصل شود که برنامه طبق برنامه پیش می‌رود. چارچوب این نظارت باید قبل از شروع اجرا برنامه‌ریزی شود و جزئیات آن در طرح بازیابی گنجانده شود. اطلاعات مربوط به نحوه و زمان جمع‌آوری داده‌ها باید ارائه شود.

## تعاریف گونه‌های در معرض خطر

### اتحادیه بین‌المللی حفاظت از طبیعت

دسته‌های فهرست قرمز

اتحادیه بین‌المللی حفاظت از طبیعت (IUCN) دسته‌هایی دارد که برای طبقه‌بندی گونه‌ها استفاده می‌کند و کاربرد گسترده‌ای در حفاظت از محیط زیست دارند. اینها عبارتند از:
- منقرض شده (EX) - هیچ فردی از آن گونه باقی نمانده است
- منقرض‌شده در طبیعت (EW) - هیچ فردی از آن گونه در طبیعت باقی نمانده است
- در معرض خطر بحرانی (CR) - خطر بسیار بالایی وجود دارد که این گونه به زودی در طبیعت منقرض شود، به عنوان مثال به این دلیل که تنها جمعیت بسیار کمی از آن باقی مانده است.
- در معرض خطر انقراض (EN) - خطر زیادی وجود دارد که این گونه به زودی در طبیعت منقرض شود
- آسیب‌پذیر (VU) - خطر زیادی وجود دارد که گونه به زودی در معرض خطر انقراض قرار گیرد
- در معرض تهدید (NT) - این خطر وجود دارد که گونه در آینده نزدیک در معرض تهدید قرار گیرد.
- کمترین نگرانی (LC) - خطر کمی وجود دارد که گونه در معرض تهدید قرار گیرد. این رده برای «گونه‌های گسترده و فراوان» استفاده می‌شود.
- کمبود داده‌ها (DD) - داده‌های کافی در مورد گونه‌ها وجود ندارد تا بتوان ارزیابی قابل اعتمادی از وضعیت گونه‌ها انجام داد.
- ارزیابی نشده (NE) - این گونه هنوز ارزیابی نشده است[۱۵]

### ما

دسته‌بندی‌های قانون گونه‌های در معرض خطر ایالات متحده

سازمان خدمات ماهی و حیات وحش ایالات متحده، ۱۷ دسته‌بندی از وضعیت گونه‌ها دارد. این دسته‌ها در اسناد تهیه‌شده برای قانون گونه‌های در معرض خطر ایالات متحده استفاده می‌شوند. دسته‌بندی‌ها عبارتند از:
- در معرض خطر انقراض (E) برای گونه‌هایی که «در معرض خطر انقراض در تمام یا بخش قابل توجهی از محدوده پراکندگی خود» هستند.
- در معرض تهدید (T) برای گونه‌هایی که «احتمال دارد در آینده‌ای قابل پیش‌بینی در تمام یا بخش قابل توجهی از محدودهٔ پراکندگی خود در معرض خطر انقراض قرار گیرند»
- کاندیدا (C) برای گونه‌های در حال بررسی
- گونه‌های در معرض خطر انقراض به دلیل «شباهت ظاهری» (SAE)
- گونه‌های نگران‌کننده (SC) برای گونه‌هایی که «نظارت بر آنها مهم» تلقی می‌شود اما به عنوان E, T یا C طبقه‌بندی نشده‌اند
- گونه‌های حذف‌شده از فهرست به دلیل بازیابی یا انقراض گونه‌ها[۱۶]

## برای مطالعهٔ بیشتر
- آلاگونا، پیتر اس. ۲۰۲۰. پس از گریزلی: گونه‌های در معرض خطر و سیاست‌های مکانی در کالیفرنیا انتشارات دانشگاه کالیفرنیا، شابک ۹۷۸۰۵۲۰۳۵۵۵۴۵
- گرینوالد، ن. آندو، آ. بوچارت، س . و همکاران. حفاظت: قانون گونه‌های در معرض خطر در ۴۰ سالگی. طبیعت ۵۰۴، ۳۶۹–۳۷۰ (۲۰۱۳). https://doi.org/10.1038/504369a
- مارتین، لورا جی. ۲۰۲۲. وحشی با طراحی: ظهور احیای اکولوژیکی . انتشارات دانشگاه هاروارد، شابک ۹۷۸۰۶۷۴۹۷۹۴۲۰

### مثال‌هایی از طرح‌های بازیابی
- طرح بازیابی نهنگ شکاری شمال اقیانوس آرام (Eubalaena japonica) (۲۰۱۳)
- استراتژی حفاظت از بونوبو (Pan paniscus) 2012-2022 (IUCN)